# Rundbrunnen auf dem Palaisplatz

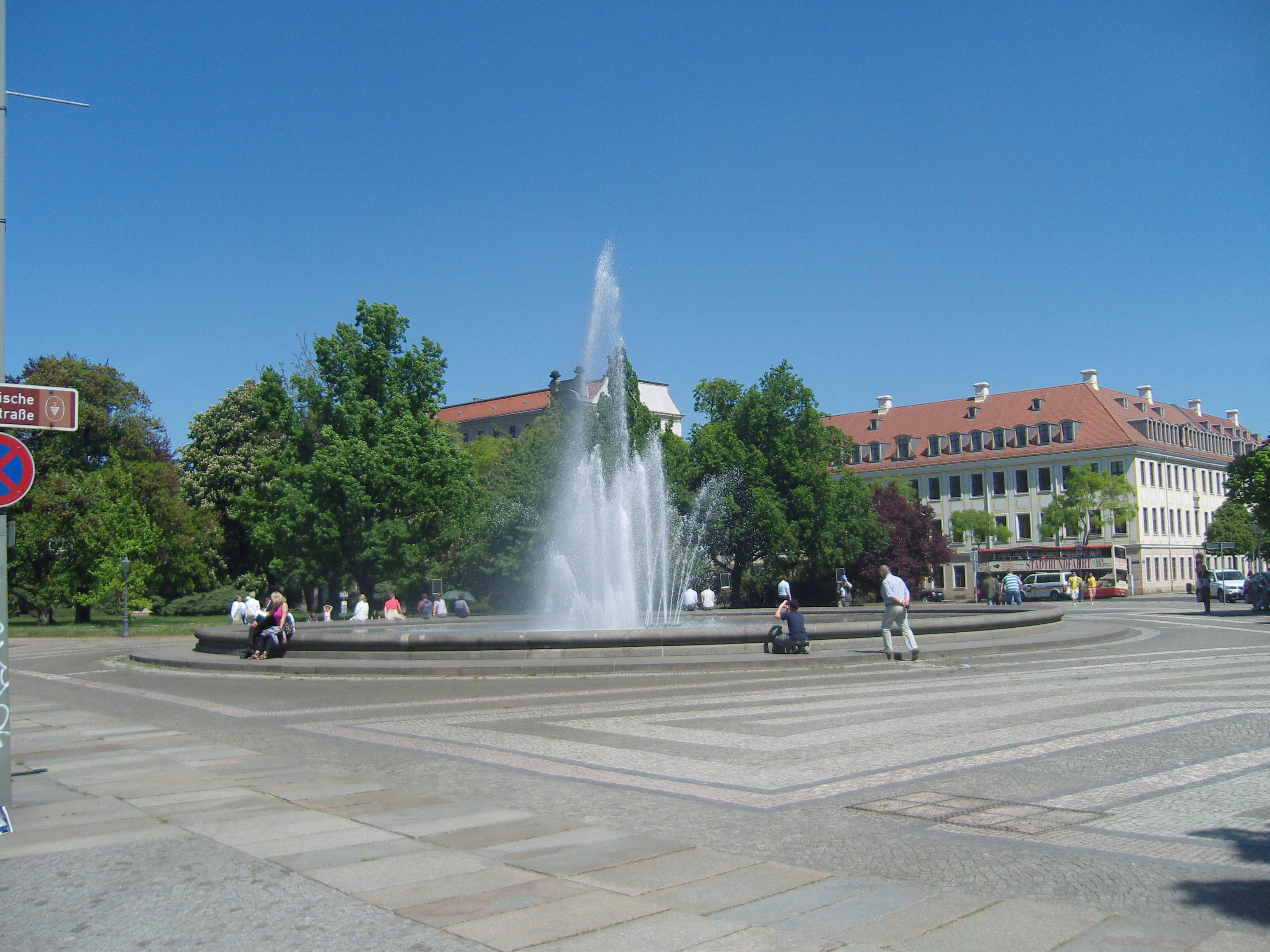
Der Rundbrunnen auf dem Palaisplatz (2011).

Der Rundbrunnen auf dem Palaisplatz ist eine Brunnenanlage in der Dresdner Inneren Neustadt, gelegen als zentrale Anlage auf dem Palaisplatz.

## Geschichte
Die Umgebung des Holländischen Palais (später als Japanisches Palais bezeichnet) wurde 1722/23 nach der Stadtseite ausgestaltet, der große Platz (Palaisplatz) angelegt und die 26 Meter breite Königstraße bis zum Schwarzen Tor angelegt. Nachdem 1894 die Verkehrswege um den Platz reguliert wurden, wurde die Platzgestaltung um eine Gartenanlage ergänzt. Gegenüber dem Japanischen Palais wurde ein zentraler Rundbrunnen vorgesehen, der 1898, nachdem ein Kostenvoranschlag vom 21. Februar 1898 in Höhe von 24.800 Mark vorgelegt wurde, auch ausgeführt wurde.
Die Luftangriffe auf Dresden 1945 führten zur Beschädigung des Brunnens, der erst nach Sanierungen in den 1950er-Jahren wieder in Betrieb genommen wurde. Die Wasseranlage wurde 1979 umgestaltet und entsprechend dem heutigen Wasserbild umgerüstet sowie von der Trinkwasserzuführung zur Umwälzung mit verschiedenen Pumpenanlagen umgebaut. Weitere Sanierungen folgten 1991 und 1992, wobei Düsen- und Verteilertechnik dem modernen Standard angepasst wurden, der Pumpenschacht wurde erneuert. Es folgte eine erneute Beckenabdichtung 2006.

## Beschreibung
Er liegt im Mittelpunkt des zentralen, dreieckigen und gepflasterten Bereichs des Palaisplatzes, der nach Norden hin in Richtung Akzisehaus durch eine unversiegelte und baumbestandene Parkanlage erweitert wird. Der Rundbrunnen hat einen Innendurchmesser von 21,6 Metern (Wasserfläche insgesamt 366,25 m²). Brunnenbecken, Beckenrand und das anliegende Stufenpodest sind aus Granit. Das Wasserbild wurde mehrfach geändert: Ursprünglich schmückte den Brunnen nur ein 8–10 Meter hoher Mittelstrahl. Später waren um eine 10 Meter hohe Fontäne 34 kleinere, zum Beckenrand gerichtete Fontänen angeordnet.
Das Wasserbild wird seit 1979 durch 41 Düsen gestaltet:
- Mittelfontäne: eine Fontäne des Typs Geiser 60, 10 Meter hoch, Wasserförderung 380 Liter pro Minute,
- Kleiner Ring: 10 Fontänen des Typs Geiser 40, 5 Meter hoch, Wasserförderung je 163 Liter pro Minute und
- Äußerer Ring: 30 Fontänen des Typs Geiser 20 als Parabel, 2,5 Meter hoch, Wasserförderung je 55 Liter pro Minute.

Die drei Ringe werden seit der Rekonstruktion 1991/92 durch drei Umwälzpumpen betrieben, überdies wurden Geiser-Düsen eingebaut, um den Wasserverbrauch zu reduzieren. Letzterem diente auch die Anhebung des Beckenbodens und der Einbau einer Windsteuerung. Zur abendlichen Beleuchtung wurden fünf Unterwasserscheinwerfer eingebaut.

## Sonstiges
In der Dresdner Denkmalliste ist der Brunnen als Ringbrunnen eingetragen.